# Aquitania prima
Aquitania prima war eine der von Kaiser Diokletian (Regierungszeit 284–305) zu Beginn der Spätantike gebildeten Provinzen Galliens. Sie entstand, als die Provinz Gallia Aquitania dreigeteilt wurde:
- Aquitania prima im Osten mit dem Massif Central und dem Berry, Hauptstadt Avaricum (Bourges)
- Aquitania secunda im Westen zwischen der Gironde und der Loire, Hauptstadt Burdigala (Bordeaux) und
- Novempopulana (oder Aquitania tertia) zwischen der Garonne und den Pyrenäen, Hauptstadt Elusa (Éauze)

Alle drei Provinzen unterstanden danach dem praefectus praetorio Galliarum und gehörten zur Dioecesis Galliae.
Aquitania prima wurde bewohnt von den bereits romanisierten gallorömischen Völkern:
- Albigenses um Albiensium (Albi, Albigeois)
- Cadurci um Divona Cadurcorum (Cahors, Quercy)
- Ruteni um Segodunum (Rodez, Rouergue)
- Lemovici um Augustoritum (Limoges, Limousin)
- Arverni um Augustonemetum (Clermont-Ferrand, Auvergne)
- Bituriges um Avaricum (Bourges, Berry)
- Vellavi um Ruessium (Saint-Paulien, Velay)
- Gabales um Anderitum (Javols, Gévaudan)

Beim Zusammenbruch des Weströmischen Reichs wurde Aquitania prima ab 471 von den Westgoten unter König Eurich besetzt.